# Lijst van nummer 1-hits in Frankrijk in 1996
Deze hits stonden in 1996 op nummer 1 in de SNEP Single Top 50, de bekendste hitlijst in Frankrijk.
| Datum        | Artiest        | Titel                 |
| ------------ | -------------- | --------------------- |
| 6 januari    | Coolio & LV    | Gangsta's paradise    |
| 13 januari   | Coolio & LV    | Gangsta's paradise    |
| 20 januari   | Coolio & LV    | Gangsta's paradise    |
| 27 januari   | Coolio & LV    | Gangsta's paradise    |
| 3 februari   | Coolio & LV    | Gangsta's paradise    |
| 10 februari  | Coolio & LV    | Gangsta's paradise    |
| 17 februari  | Coolio & LV    | Gangsta's paradise    |
| 24 februari  | Ophélie Winter | Dieu m'a donné la foi |
| 2 maart      | Coolio & LV    | Gangsta's paradise    |
| 9 maart      | Babylon Zoo    | Spaceman              |
| 16 maart     | Boris          | Soirée disco          |
| 23 maart     | Robert Miles   | Children              |
| 30 maart     | Robert Miles   | Children              |
| 6 april      | Robert Miles   | Children              |
| 13 april     | Robert Miles   | Children              |
| 20 april     | Robert Miles   | Children              |
| 27 april     | Robert Miles   | Children              |
| 4 mei        | Robert Miles   | Children              |
| 11 mei       | Robert Miles   | Children              |
| 18 mei       | Robert Miles   | Children              |
| 25 mei       | Robert Miles   | Children              |
| 1 juni       | Robert Miles   | Children              |
| 8 juni       | Mark Snow      | The X-files           |
| 15 juni      | Los del Río    | Macarena              |
| 22 juni      | Los del Río    | Macarena              |
| 29 juni      | Los del Río    | Macarena              |
| 6 juli       | Los del Río    | Macarena              |
| 13 juli      | Carrapicho     | Tic, tic tac          |
| 20 juli      | Carrapicho     | Tic, tic tac          |
| 27 juli      | Carrapicho     | Tic, tic tac          |
| 3 augustus   | Los del Río    | Macarena              |
| 10 augustus  | Los del Río    | Macarena              |
| 17 augustus  | Los del Río    | Macarena              |
| 24 augustus  | Fugees         | Killing me softly     |
| 31 augustus  | Fugees         | Killing me softly     |
| 7 september  | Fugees         | Killing me softly     |
| 14 september | Fugees         | Killing me softly     |
| 21 september | Fugees         | Killing me softly     |
| 28 september | Spice Girls    | Wannabe               |
| 5 oktober    | Spice Girls    | Wannabe               |
| 12 oktober   | Spice Girls    | Wannabe               |
| 19 oktober   | Khaled         | Aïcha                 |
| 26 oktober   | Gala           | Freed from desire     |
| 2 november   | Gala           | Freed from desire     |
| 9 november   | Gala           | Freed from desire     |
| 16 november  | Gala           | Freed from desire     |
| 23 november  | Gala           | Freed from desire     |
| 30 november  | Gala           | Freed from desire     |
| 7 december   | Gala           | Freed from desire     |
| 14 december  | Gala           | Freed from desire     |
| 21 december  | Gala           | Freed from desire     |
| 28 december  | Gala           | Freed from desire     |